# FC Karviná
FC Karviná was een Tsjechische voetbalclub uit Karviná. De club was in 1952 opgericht en speelde twee seizoenen, 1996/97 en 1998/99, in de Tsjechische hoogste klasse. In 2003 werd FC Karviná opgeheven, waarna TJ Jäkl Karviná verschillende jeugdelftallen onder haar hoede nam en de rechten van de eigenaar Zemek kocht. De voetbalafdeling van TJ Jäkl Karviná is in 2003 verzelfstandigd als MFK Karviná.

## Naamswijzigingen
- 1952 ‒ Oprichting
- 19?? ‒ TJ Spartak Kovona Karviná (Tělovýchovná jednota Spartak Kovona Karviná)
- 1993 ‒ FC Kovona Karviná
- 1994 ‒ fusie met FC Kovkor Vítkovice → FC Karviná/Vítkovice (Football Club Karviná/Vítkovice)
- 1995 ‒ splitsing FC Karviná/Vítkovice → FC Karviná (Football Club Karviná)
- 1996 ‒ fusie met KD Karviná → FC Karviná (Football Club Karviná)
- 2003 ‒ Opheffing

## Geschiedenis

### FC Karviná
FC Karviná ontstond uit FC Kovona Karviná, die onder de naam TJ Spartak Kovona Karviná geen noemenswaardige rol had gespeeld in het Tsjechoslowaakse voetbal. In 1993 promoveerde de club naar de Divize (het 4e niveau van het Tsjechische voetbal), waar de 14 plaats bereikt werd. In de zomer van 1994 fuseerde de club met FC Kovkor Vítkovice, dat net gedegradeerd was uit de hoogste klasse. In het seizoen 1994/95 speelde de club in de 2. liga (het 2e niveau) onder de naam FC Karviná-Vítkovice. Na één seizoen werd de fusie ongedaan gemaakt. FC Karviná bleef in de 2. liga en FC Vítkovice trad in de MSFL (3e niveau) aan.
Voor de start van het seizoen fuseerde de club met KD Karviná, dat zelf in 1994 als fusie tussen FK ČSA Karviná en FK 1. máj Karviná was ontstaan.
FC Karviná werd met één punt voorsprong op FK Teplice kampioen en promoveerde zo voor het eerst in de geschiedenis naar de Gambrinus liga. Doelman René Bolf liet slechts 18 goals door en zou later nog voor de nationale ploeg spelen. De club kon zich weinig versterken voor het volgende seizoen en enkel Vítězslav Tuma bleek een aanwinst te zijn. Enkel SK Bohemians deed het slechter en dus degradeerde FC Karviná naar de 2. liga.
Het volgende seizoen werd de club vicekampioen achter FK Chmel Blšany en promoveerde weer. Het tweede seizoen bij de elite liep echter nog slechter af dan het eerste en de club eindigde troosteloos laatste met 9 punten achterstand op FC Viktoria Pilsen. Nu ging het bergaf met de club en na twee seizoenen degradeerde de club naar de MSFL. De club ging in vrije val en eindigde ook op de laatste plaats in de MSFL en Divize E (4e niveau). Financieel kon de club het niet meer halen en werd opgeheven.

### FK ČSA Karviná
FK ČSA Karviná werd in 1921 opgericht als SKK Karviná-Těšínsko en nam na de Tweede Wereldoorlog de naam TJ Baník ČSA Karviná aan. In 1983 promoveerde de club naar de vierde klasse. Hier werd de club kampioen in 1989 en promoveerde zo naar de MSFL, waar de club tot 1994 speelde. Eén jaar eerder werd de clubnaam veranderd in FK ČSA Karviná. In 1994 fuseerde de club met rivaal FK 1. máj Karviná en werd zo KD Karviná

### FK 1. máj Karviná
De club werd in 1919 opgericht als PKS Polonia Karwina. Het was een van de grootste sportclubs van de Poolse minderheid in het toenmalige Tsjechoslowakije. In 1934 promoveerde de club naar de tweede klasse en speelde daar tot 1938. In navolging van het Verdrag van München werd de club ontbonden. Na de oorlog werd de club dan heropgericht als SK Polonia Karviná.
Begin jaren 50 speelde de club in de tweede klasse, waarin er meer dan 200 clubs speelden. In 1955 werd de competitie geherorganiseerd en de club degradeerde. De naam van de club was inmiddels TJ Baník Mír Karviná. In 1961 werd de naam TJ Baník 1. máj Karviná aangenomen. De club speelde jarenlang in de vierde klasse en promoveerde in 1992 naar de MSFL, waar het stadsrivaal Baník ČSA Karviná aantrof. In 1993 werd de naam FK 1. máj Karviná aangenomen en na het seizoen 1993/94 degradeerde de club, samen met ČSA Karviná. Beide clubs besloten te fuseren en zo ontstond KD Karviná, dat kort daarna met FC Karviná fuseerde.

## Eindklasseringen 1993-2003
| Liga            | Pl. | Wed | W | G | V  | Saldo | Ptn |
| 1. liga 1996/97 | 15. | 30  | 6 | 7 | 17 | 25:50 | 25  |
| 1. liga 1998/99 | 16. | 30  | 6 | 5 | 19 | 28:55 | 23  |

| 141 |

| 062 |

| 010 |

| 150 |

| 020 |

| 160 |

| 110 |

| 150 |

| 160 |

| 163 |

| Fortuna liga (I)            |
| Fotbalová národní liga (II) |
| MSFL (III)                  |
| Divize E (IV)               |

| Fortuna liga (I)            |
| Fotbalová národní liga (II) |
| MSFL (III)                  |
| Divize E (IV)               |

1Als FC Kovona Karviná. Na seizoen fusie met FC Vítkovice tot FC Karviná-Vítkovice → 2.liga.

2Als FC Karviná-Vítkovice, na seizoen ontbinding fusie.

3Na het seizoen 2002/03 houdt FC Karviná op te bestaan.

## Bekende oud-spelers
- René Bolf
- Jan Laštůvka
- Marek Poštulka
- Vítězslav Tuma
- Stanislav Vlček